# زلزال صعدة 1941
زلزال صعدة 1941 أو زلزال جبل رازح وقع زلزال صعدة في 11 يناير 1941 في مديرية رازح في صعدة شمال اليمن. بلغت قوة الزلزال 5.8-6.5 حسب مقياس قوة الموجة السطحية. لقي ما يقدر بنحو 1200 شخص مصرعهم وجرح ما لا يقل عن 200 شخص على الرغم من الحجم المتوسط لهذا الزلزال. كما تسبب في تدمير العديد من القرى والمنازل المنهارة في منطقة شمال اليمن.

## الوضع التكتوني
يقع غرب اليمن بالقرب من النقطة الجنوبية الغربية للصفيحة العربية. يقع في هذا الموقع مفرق عفار الثلاثي الذي يلتقي بالصفائح النوبية والصومالية في ثلاثة حدود متباعدة. تبتعد الصفائح الثلاث عن بعضها البعض، حيث تقوم التكتونيات الممتدة بتوسيع الصفائح وتشكل في النهاية قشرة محيطية جديدة، في حالة خليج عدن والبحر الأحمر، حيث مايزال التصدع النشط مستمرا. يؤدي التوسع في كسر الصدع العادي داخل القشرة مسببا الزلازل.
كان أحدث نشاط زلزالي رئيسي مرتبط بالتكتونيات الإقليمية عبارة عن سلسلة من ستة زلازل بقوة 6.0+ في جيبوتي وإثيوبيا عام 1989. بلغت أكبر هزة 6.5 على مقياس ريختر وأسفرت عن وفاة شخصين.

## هزات أرضية
سبق الزلزال هزات طفيفة بدأت قبل أيام من وقوع الزلزال الرئيسي. وقد وقعت هزة مدمرة ظهر يوم 9 يناير مما تسبب في دمار في الحديدة.

## الأضرار
حدثت الهزة الرئيسية في منتصف النهار بدرجة تقديرية تتراوح بين 5.8 و 6.2 حسب مقياس قوة الموجة السطحية، بينما تشير بعض التقديرات إلى أنها وصلت إلى 6.5. تم الشعور بهذا الزلزال القوي في محافظة الدرب بالمملكة العربية السعودية المجاورة والى حد ما في عصب في إريتريا الحالية، وجزء من إثيوبيا. تسبب الزلازال في مقتل 1200 شخص وتدمير حوالي 1700 منزل. فيما أصيب 400 منزل آخر بأضرار بالغة.

## أنظر أيضا
- 1982 زلزال شمال اليمن
- قائمة الزلازل في اليمن
- قائمة الزلازل في المملكة العربية السعودية